# 神ノ倉山
神ノ倉山（かんのくらやま）は、広島市安佐北区白木町 と安芸高田市向原町 の境に位置する標高561.2メートルの山である。

## 概要
広島市安佐北区と安芸高田市向原町の境に位置する山頂へは、広島市側（JR井原市駅近く）に徒歩での登山コースが２つ設けられており、北田城跡近くを通って山の北側から登る比較的緩やかなコースと、鍋谷城跡近くを通って山の南側から登る比較的急峻なコースがある。
また、向原町有留側からは、道幅は狭いながらも舗装された林道が整備されているため、車で山頂まで行くこともできる。
山頂からは中国山地の山々のほか、白木町井原地区の町並みや芸備線を走る列車を眺めることができ、天候の良い時期には遠くに広島湾も望める。
気温差のある秋から冬の早朝を中心に雲海が発生し、一面の雲海から近隣の山々がのぞいている姿は瀬戸内の島々を想起させる。神ノ倉山では日の出を背にする位置となるため、ブロッケン現象が見られることもある。
山頂の周辺には、安佐北区白木町井原の（故）谷岡国一が昭和30年代（1955年 - 1964年）から桜・サツキ・ツツジ・藤・モミジなどの花木や石碑、橋、トイレなどを整備した、私設の広大な公園がある。現在も「神乃倉山公園」として整備・維持が継続され、桜の木は数千本を数える。三角点のある公園には円形の藤棚が設けられており、桜とともにこの山の春のシンボルになっている。
山頂近くの南西部に、ハンググライダー・パラグライダーのテイクオフ場が整備されており、荒谷山ともどもフライヤーをはじめ、その眺望の良さから写真愛好家にも親しまれている。
山頂からフライト場までの間にはハンカイソウの群生地があるほか、近くの向原町長田地区には、自生するカタクリの群生地がある。

## 名称
「神ノ倉山」の古い記録としては、宝暦(18世紀後半)頃の井原村絵図において「神倉山」の記載が確認できる。
1825年に完成した『芸藩通志』では、井原村の概略図においては神ノ倉山の記述は無く、山頂あたりに「神倉権現社」が図示されるのみであるものの、「祠廟」の項において日宮烏権現(神倉権現社と同じか)が「神倉といふ地にありて」と記すとともに、「古跡名勝」の項において、井原村の山上にある「神倉（かんのくら）」として記述されている。ここでは「巨岩の高さは15丈(約45ｍ)あり、岩の中に権現社があって、傍らに泉がある。また、風穴があり、深さは測ることはできないが、常に風が出ている。干ばつの時に祈れば、小蛇が出て必ず雨が降る」という伝承が記されている。また、「岩の上からは、芸、石、雲の三国、南北の山海を望むことができる」という記述もあり、当時から風光明媚な地として知られていたことがうかがえる。
なお、「神ノ倉山」の表記は国土地理院地図によるものであり、これ以外に「神乃倉山」「神倉山」「神の倉山」などと表記されている事例もある。

## 地質上の神ノ倉山
神ノ倉山は、古生層の硬い岩石からできた山である。吉田博直により「神ノ倉山層」と名付けられた主に砂岩・頁岩による厚さ300ｍ以上の地層が、神ノ倉山を中心に近隣一帯に広く分布している。岩質は千枚岩質粘板岩であり、神ノ倉山頂の絶壁では、緑色岩を伴いながら砂岩・頁岩が縞状を成し、ホルンフェルス化している様子が見られる。

## 三角点
- 種別等級：三等三角点
- 点名：井原

## 歴史

### 古代
神ノ倉山は、古代からの山岳信仰の山と見られている。その根拠として、広島市側の井原地区と安芸高田市側の有留地区の境界に尾上（おがみ）という地名があり、この地名が「拝み」を意味していると考えられている。また、井原地区からの北田城側の登山道の途中には、「崇拝(おがみ)の水（別名・神之水）」と呼ばれていた水飲み場がある。
なお、大化の改新により全国に国･郡･里（後に国・郡・郷）が布かれ、広島市側の井原地区は三田郷(みたごう)に、安芸高田市側の有留・保垣･長田地区は風早郷(かざはやごう)に組み入れられたと考えられており、神ノ倉山はこの二つの郷を跨る山であったと見られる。

### 中世
寛元元年(1243年)11月、神ノ倉山のある井原村一円が厳島神社の神領として寄進される。風早郷も同神社の神領であったため、神ノ倉山もこの領地に含まれていたと考えられている。

### 近世
『芸藩通志』にて、高田郡井原村の「古跡名所」の一つとして記載。

### 近現代
昭和2年発行の『郡役所廃止記念 高田郡』では、井原村の名勝地として「井原八景」を挙げており、このうち神ノ倉山は「神倉山の月」として紹介されている。
大正時代までの井原尋常小学校の校歌「井原の唱歌」の一番の歌詞では「鬱々しげる神の倉」との歌い出しで従順を求めるモチーフとして描かれていたが、昭和37年に制定された現在の広島市立井原小学校の校歌「井原の子ども」では「憧れの山　神の倉」として描かれ、歌い継がれている。
また広島市安佐北区・安芸高田市の近隣の学校では、遠足の場所として親しまれているほか、広島市立白木中学校等の団体では、桜などの樹木の植樹に協力している。
昭和30年代から井原地区の（故）谷岡国一が山頂付近を私財により購入し、広大な私設公園「神乃倉山公園」として独力で整備・開園された。
ハンググライダー・パラグライダーのテイクオフ場の整備にあたっても、谷岡氏がフライヤーの願いを叶えるため、山を開放したものである。
昭和43年(1968年)5月、神ノ倉山山頂近くに広島市内テレビ中継局の一つ(白木中継局)として開局。
携帯電話の普及に伴い、山頂付近に携帯各社の電波塔も設置されているため、山中でありながら通信環境は良好である。

## 伝承
井原地区の中束に残る伝承物語に「神倉の大蛇」がある。神ノ倉山の登山道の途中に「大歳（おおとし）」と呼ばれる地があり、ここを地元民が訪れた際、巨岩の上に胴回りが一尺もある大蛇がとぐろを巻いて、真っ赤な目でにらみつける姿を目撃したという。あまりの恐ろしさに動けず、目を閉じてただ一念に念仏を唱えることしかできなかったが、しばらくして目を開けるとその大蛇は忽然と姿を消したという。　

## 映画作品
平成20年（2008年）公開の日本映画『石内尋常高等小学校 花は散れども』（新藤兼人監督・脚本）にて、神ノ倉山から井原地区を望む風景がワンシーンに採用されて撮影されており、予告編でもそのシーンを見ることができる。この撮影地の選定は、広島フィルム・コミッションからの紹介により行われたものである。

## アクセス
- JR西日本・芸備線向原駅からタクシーで約15分
- JR西日本・芸備線井原市駅から徒歩で約90分